# Число Кармайкла
Число Кармайкла — составное число {\displaystyle n}, которое удовлетворяет сравнению {\displaystyle b^{n-1}\equiv 1{\pmod {n}}} для всех целых {\displaystyle b}, взаимно простых с {\displaystyle n}, другими словами — псевдопростое число по каждому основанию {\displaystyle b}, взаимно простому с {\displaystyle n}. Такие числа относительно редки, но их бесконечное число, наименьшее из них — 561; существование таких чисел делает недостаточным условие простоты малой теоремы Ферма, и не позволяет применять тест Ферма как универсальное средство проверки простоты.
Названы по имени американского математика Роберта Кармайкла.

## Общие сведения
Малая теорема Ферма утверждает, что если {\displaystyle n} — простое число и {\displaystyle b} — целое число, не делящееся на {\displaystyle n}, то {\displaystyle b^{n-1}-1} делится на {\displaystyle n}, то есть {\displaystyle b^{n}\equiv b{\pmod {n}}}. Числа Кармайкла являются составными, при этом для них выполняется данное соотношение. Числа Кармайкла также называют абсолютно псевдопростыми числами Ферма, так как они являются псевдопростыми числами Ферма по каждому взаимно простому с ними основанию.
Существование чисел Кармайкла делает тест простоты Ферма менее эффективным для обнаружения простых чисел, по сравнению, например, с более строгим тестом Соловея — Штрассена, который распознаёт эти числа как составные. По мере возрастания числа Кармайкла становятся более редкими. Например, в промежутке от 1 до 1021 их содержится 20 138 200 (примерно одно на 50 триллионов чисел). Тем не менее, доказано, что существует бесконечно много чисел Кармайкла.

## История
Первым, кто открыл числовые свойства, которые впоследствии стали характеристикой чисел Кармайкла, был Алвин Корсельт, доказавшим в 1899 году теорему о целых числах, эквивалентную условиям обращения малой теоремы Ферма, то есть для целых чисел {\displaystyle n}, для которых выполняется {\displaystyle b^{n}\equiv b{\pmod {n}}} при любых целых {\displaystyle b}: составное число {\displaystyle n} является числом Кармайкла тогда и только тогда, когда {\displaystyle n} свободно от квадратов и для каждого простого делителя {\displaystyle p} числа {\displaystyle n} число {\displaystyle p-1} делит число {\displaystyle n-1}.
Пусть, что {\displaystyle b^{n}\equiv b{\pmod {n}}} для всех целых {\displaystyle b}. Сначала докажем, что число {\displaystyle n} должно быть свободно от квадратов. Предположим, что это не так и {\displaystyle k^{2}\mid n} ({\displaystyle k^{2}} делит {\displaystyle n}) для некоторого целого {\displaystyle k>1}. Пусть {\displaystyle b=k}, тогда {\displaystyle k^{n}\equiv k{\pmod {n}}}. Так как {\displaystyle k^{2}\mid n}, то это соотношение верно по модулю {\displaystyle k^{2}}, то есть {\displaystyle k^{n}\equiv k{\pmod {k^{2}}}}, что противоречит выражению {\displaystyle k^{n}\equiv 0{\pmod {k^{2}}}}. Таким образом, число {\displaystyle n} свободно от квадратов. Пусть теперь {\displaystyle p} – простой делитель числа {\displaystyle n}. Известно, что мультипликативная группа {\displaystyle (\mathbb {Z} /p\mathbb {Z} )^{*}} кольца вычетов по модулю {\displaystyle p}, где {\displaystyle p} – простое, является циклической группой порядка {\displaystyle p-1}. Пусть {\displaystyle b} – целое число, такое, что {\displaystyle b{\pmod {p}}} – генератор группы {\displaystyle (\mathbb {Z} /p\mathbb {Z} )^{*}}. Так как {\displaystyle b^{n}\equiv b{\pmod {n}}}, то имеем {\displaystyle b^{n}\equiv b{\pmod {p}}}, и так как {\displaystyle b} и {\displaystyle p} – взаимнопростые числа, то {\displaystyle b^{n-1}\equiv 1{\pmod {p}}}. Из того, что порядок примитивного элемента {\displaystyle b{\pmod {p}}} в группе {\displaystyle (\mathbb {Z} /p\mathbb {Z} )^{*}} равен {\displaystyle p-1}, следует, что {\displaystyle p-1\mid n-1}.
С другой стороны, предположим, что {\displaystyle n} свободно от квадратов и {\displaystyle p-1\mid n-1} для любого простого {\displaystyle p|n}. Пусть {\displaystyle p} — некоторое простое число, делящее {\displaystyle n}, и число {\displaystyle b} – целое. 
Из малой теоремы Ферма следует, что если {\displaystyle p} – простое, а {\displaystyle b} – целое, то {\displaystyle b^{k}\equiv b{\pmod {p}}} для любого положительного целого {\displaystyle k}, такого что {\displaystyle p-1\mid k-1}. (Пусть {\displaystyle q\cdot (p-1)=(k-1)}, где {\displaystyle q} — положительное целое число. Так как {\displaystyle b^{p}\equiv b\cdot b^{p-1}\equiv b{\pmod {p}},b^{p-1}\equiv 1{\pmod {p}}}, поэтому {\displaystyle b\cdot b^{p-1}\cdot b^{p-1}\cdot \ldots \cdot b^{p-1}\equiv b\cdot b^{q\cdot (p-1)}\equiv b\cdot b^{k-1}\equiv b^{k}\equiv b{\pmod {p}}})
Тогда для частного случая {\displaystyle k=n} мы имеем, что {\displaystyle b^{n}-b} делится на любой простой делитель числа {\displaystyle n}, так как {\displaystyle n} свободно от квадратов, то {\displaystyle b^{n}-b} делится на {\displaystyle n}, то есть {\displaystyle b^{n}\equiv b{\pmod {n}}}. Таким образом теорема Корсельта доказана.
Корсельт оставил открытым вопрос поиска составных чисел, удовлетворяющих этому критерию. В 1910 году Кармайкл сформулировал критерий, по существу совпадающий с критерием Корсельта, и дал пример составного числа {\displaystyle n}, для которого он выполняется — {\displaystyle n=561}. Это число раскладывается на простые множители как 561 = 3·11·17, и поэтому свободно от квадратов, в то время как {\displaystyle 561-1=560} делится на 2, 10 и 16. После чего все контрпримеры получили наименование чисел Кармайкла.
В частности, из теоремы Корсельта следует, что все числа Кармайкла нечётны, так как любое чётное составное число, свободное от квадратов, имеет по крайней мере один нечётный простой делитель, и поэтому из делимости {\displaystyle p-1\mid n-1} следует, что чётное делит нечётное, что невозможно.
В 1939 году Джон Черник доказал теорему, которая может быть использована для построения подмножества чисел Кармайкла: если {\displaystyle 6m+1}, {\displaystyle 12m+1}, {\displaystyle 18m+1} — простые числа для одного натурального {\displaystyle m}, то их произведение {\displaystyle M_{3}(m)=(6m+1)(12m+1)(18m+1)} является числом Кармайкла. Это условие может быть удовлетворено, только если число {\displaystyle m} заканчивается цифрами 0, 1, 5 или 6 по основанию 10, то есть {\displaystyle m} сравнимо с 0 или 1 по модулю 5.
Например, для {\displaystyle m=1} множители равны соответственно {\displaystyle 7}, {\displaystyle 13} и {\displaystyle 19}, а их произведение даёт число Кармайкла 1729.
Способ нахождения чисел Кармайкла, предложенный Черником, может быть расширен на количество множителей {\displaystyle k\geqslant 3}:
{\displaystyle M_{k}(m)=(6m+1)(12m+1)\prod _{i=1}^{k-2}(9\cdot 2^{i}m+1),\quad k\geqslant 3},
при условии, что все множители простые и {\displaystyle m} делится на {\displaystyle 2^{k-4}}.
Гипотезу о бесконечности таких чисел высказал ещё Кармайкл в 1912 году, теорема Черника умозрительно повысила вероятность её выполнения; позднее Пал Эрдёш эвристически обосновал бесконечность чисел Кармайкла. Однако только в 1992 году это утверждение было строго доказано Уильямом Алфордом, Эндрю Грэнвиллом и Карлом Померансом, точнее: доказано, что между 1 и достаточно большим {\displaystyle n} содержится {\displaystyle n^{2/7}} чисел Кармайкла.
В 1992 году Гюнтер Лё И Вольфганг Нибур предложили новый алгоритм для построения больших чисел Кармайкла: удалось найти число, получаемое перемножением 1 101 518 простых чисел; это число содержит 16 142 049 цифр.

## Свойства

### Теоремы Бигера и Дюпарка
В 1956 году Бигер доказал, что если для простых чисел {\displaystyle p}, {\displaystyle q} и {\displaystyle r} выполняется соотношение {\displaystyle p<q<r} и {\displaystyle pqr} — число Кармайкла, то {\displaystyle q<2p^{2}} и {\displaystyle r<p^{3}}. Таким образом, количество чисел Кармайкла, получаемых произведением трёх простых множителей, один из которых известен, конечно.
Дюпарк позже обобщил этот результат, чтобы показать, что если {\displaystyle n=mqr} — число Кармайкла, где {\displaystyle q} и {\displaystyle r} — простые, тогда {\displaystyle q<2m^{2}} и {\displaystyle r<m^{3}}. Следовательно, существует не более чем конечное количество чисел Кармайкла со всеми, кроме двух, определёнными множителями.
Случай {\displaystyle m} = 1 показывает, что любое кармайклово число содержит как минимум 3 простых множителя, к этому выводу впервые пришёл сам Кармайкл.

### Разложения на простые множители
Разложения первых нескольких чисел Кармайкла на простые множители таковы:
{\displaystyle {\begin{aligned}561=3\cdot 11\cdot 17&\qquad (2\mid 560;10\mid 560;16\mid 560),\\1105=5\cdot 13\cdot 17&\qquad (4\mid 1104;12\mid 1104;16\mid 1104),\\1729=7\cdot 13\cdot 19&\qquad (6\mid 1728;12\mid 1728;18\mid 1728),\\2465=5\cdot 17\cdot 29&\qquad (4\mid 2464;16\mid 2464;28\mid 2464),\\2821=7\cdot 13\cdot 31&\qquad (6\mid 2820;12\mid 2820;30\mid 2820),\\6601=7\cdot 23\cdot 41&\qquad (6\mid 6600;22\mid 6600;40\mid 6600),\\8911=7\cdot 19\cdot 67&\qquad (6\mid 8910;18\mid 8910;66\mid 8910).\end{aligned}}}
Кармайкловы числа имеют по меньшей мере три простых положительных множителя. Первые кармайкловы числа с {\displaystyle k=3,4,5,\ldots } простыми множителями:
| k |                                                                                                  |
| - | ------------------------------------------------------------------------------------------------ |
| 3 | {\displaystyle 561=3\cdot 11\cdot 17}                                                            |
| 4 | {\displaystyle 41041=7\cdot 11\cdot 13\cdot 41}                                                  |
| 5 | {\displaystyle 825265=5\cdot 7\cdot 17\cdot 19\cdot 73}                                          |
| 6 | {\displaystyle 321197185=5\cdot 19\cdot 23\cdot 29\cdot 37\cdot 137}                             |
| 7 | {\displaystyle 5394826801=7\cdot 13\cdot 17\cdot 23\cdot 31\cdot 67\cdot 73}                     |
| 8 | {\displaystyle 232250619601=7\cdot 11\cdot 13\cdot 17\cdot 31\cdot 37\cdot 73\cdot 163}          |
| 9 | {\displaystyle 9746347772161=7\cdot 11\cdot 13\cdot 17\cdot 19\cdot 31\cdot 37\cdot 41\cdot 641} |

Первые кармайкловы числа с четырьмя простыми множителями:
| i  |                                                   |
| -- | ------------------------------------------------- |
| 1  | {\displaystyle 41041=7\cdot 11\cdot 13\cdot 41}   |
| 2  | {\displaystyle 62745=3\cdot 5\cdot 47\cdot 89}    |
| 3  | {\displaystyle 63973=7\cdot 13\cdot 19\cdot 37}   |
| 4  | {\displaystyle 75361=11\cdot 13\cdot 17\cdot 31}  |
| 5  | {\displaystyle 101101=7\cdot 11\cdot 13\cdot 101} |
| 6  | {\displaystyle 126217=7\cdot 13\cdot 19\cdot 73}  |
| 7  | {\displaystyle 172081=7\cdot 13\cdot 31\cdot 61}  |
| 8  | {\displaystyle 188461=7\cdot 13\cdot 19\cdot 109} |
| 9  | {\displaystyle 278545=5\cdot 17\cdot 29\cdot 113} |
| 10 | {\displaystyle 340561=13\cdot 17\cdot 23\cdot 67} |

### Распределение
Следующая таблица показывает количество {\displaystyle C(X)} чисел Кармайкла меньше или равных числу {\displaystyle X}, которое задаётся как степень {\displaystyle n} десяти:
| {\displaystyle n}         | 1 | 2 | 3 | 4 | 5  | 6  | 7   | 8   | 9   | 10   | 11   | 12   | 13    | 14    | 15     | 16     |
| {\displaystyle C(10^{n})} | 0 | 0 | 1 | 7 | 16 | 43 | 105 | 255 | 646 | 1547 | 3605 | 8241 | 19279 | 44706 | 105212 | 246683 |

В 1953 году Вальтер Кнёдель доказал, что:
{\displaystyle C(X)<X\exp \left({-k_{1}\left(\log X\log \log X\right)^{\frac {1}{2}}}\right)}
для некоторой константы {\displaystyle k_{1}}.
Пусть {\displaystyle C(X)} обозначает количество чисел Кармайкла, меньших {\displaystyle X}. Эрдёш доказал в 1956 году, что
{\displaystyle C(X)<X\exp {\frac {-k_{2}\log {X}\log {\log {\log {X}}}}{\log {\log {X}}}}}
для некоторой константы {\displaystyle k_{2}}. При этом также доказано, что существует бесконечно много чисел Кармайкла, то есть, {\displaystyle \lim _{X\to \infty }C(X)=\infty }.
В следующей таблице приведены приближённые минимальные значения константы k для значений X = 10n при разных n:
| {\displaystyle n} | 4       | 6       | 8       | 10      | 12      | 14      | 16      | 18      | 20      | 21      |
| k                 | 2,19547 | 1,97946 | 1,90495 | 1,86870 | 1,86377 | 1,86293 | 1,86406 | 1,86522 | 1,86598 | 1,86619 |

## Редкие свойства отдельных чисел
Второе кармайклово число (1105) может быть представлено как сумма двух квадратов большим количеством способов, чем любое меньшее число.
Третье кармайклово число (1729) является числом Рамануджана — Харди (наименьшее число, представимое в виде суммы двух кубов двумя способами).